# Endocaulos
Endocaulos é um género botânico pertencente à família Podostemaceae.